# Feux de forêt de 2021 en Grèce
Les feux de forêt de 2021 en Grèce sont une série d'incendies qui se déroulent depuis fin juillet 2021.

## Causes
Les températures caniculaires sont en partie en cause.
Les autorités sont critiquées pour la faiblesse des moyens de lutte contre les incendies. En raison des politiques d'austérité menées pendant la crise économique, le budget alloué aux pompiers est passé de 452 millions d’euros en 2009 à 354 millions en 2017.

## Conséquences
Au 9 août 2021, plus de 56 000 hectares étaient ravagés. Au 13 août, plus de 100 000 hectares ont brulé.
La région d'Olympie et l'île d'Eubée ont été particulièrement touchées. Des incendies reprennent à la fin aout sur l'ile d'Eubée.
Les incendies pourraient avoir de sérieux impacts sur certaines espèces animales. L'ONG WWF parle de « catastrophes majeures, les feux de forêt récents ayant frappé des écosystèmes vitaux et d'innombrables animaux sauvages et domestiques ».

## Réaction internationale
- France : 82 pompiers et deux bombardiers d'eau[8]